# Gleichenberger Schlucht

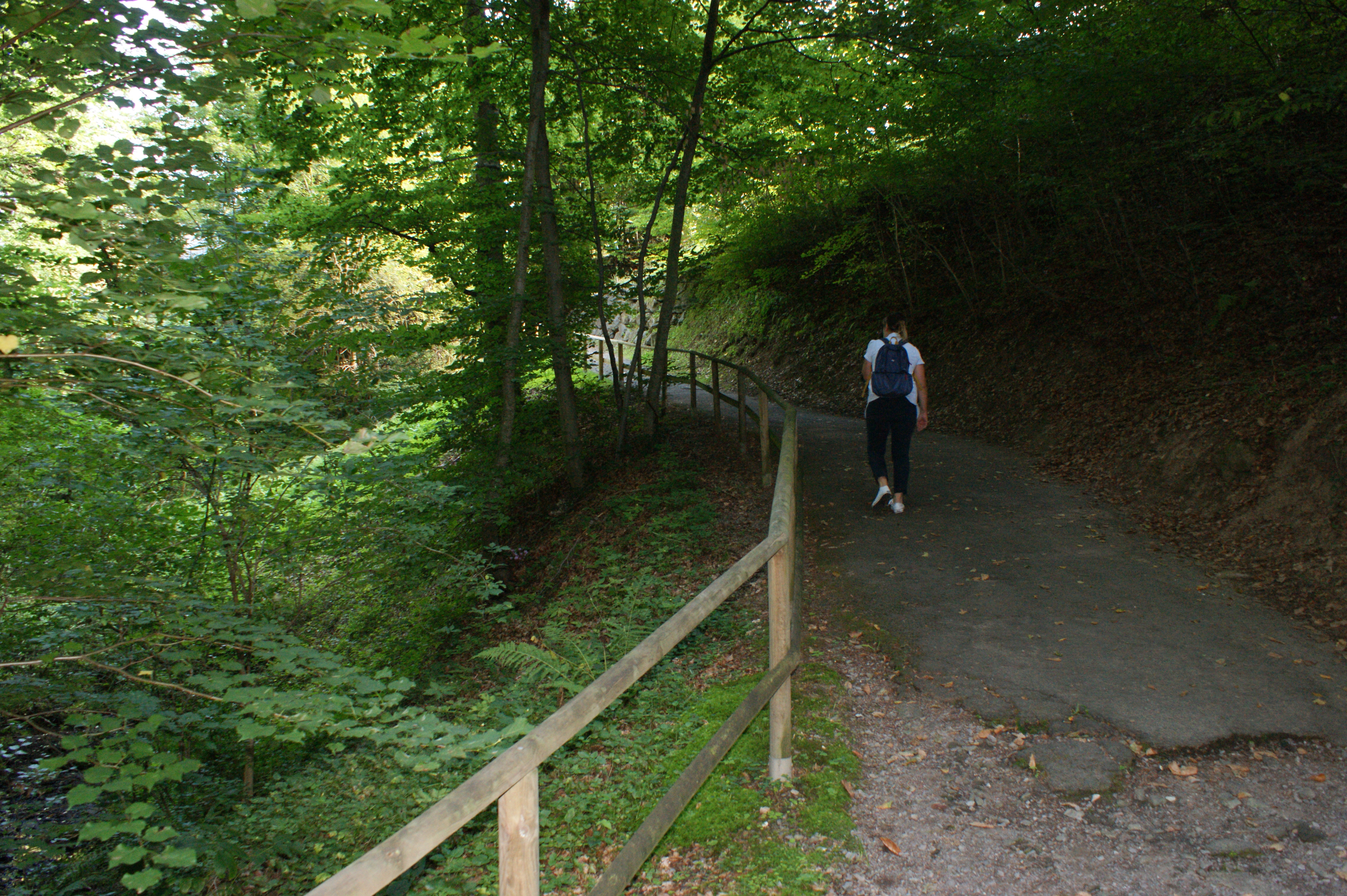
Gleichenberger Schlucht (2021)

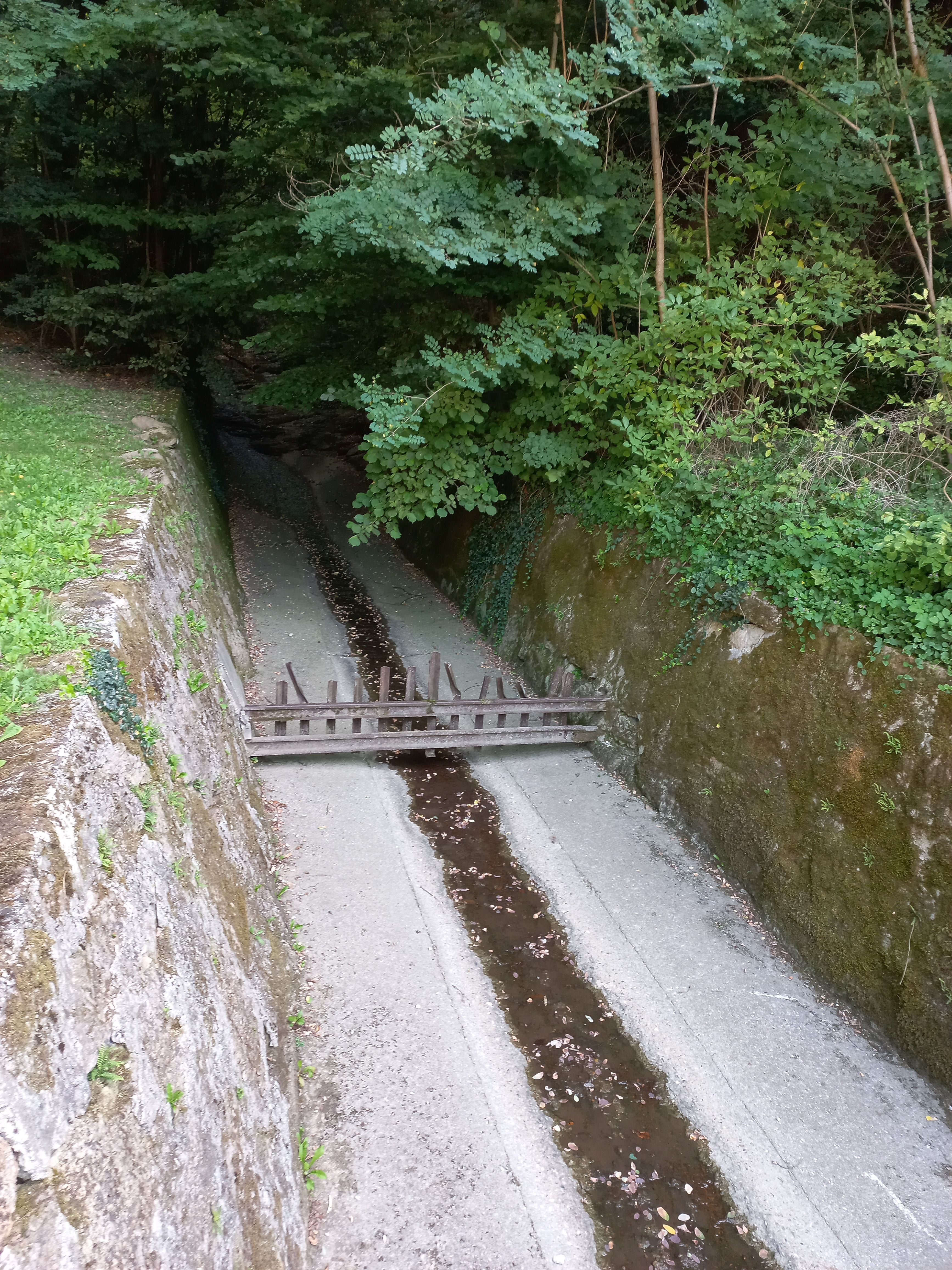
Der Eichgraben ist meist nur ein Rinnsal (2021).

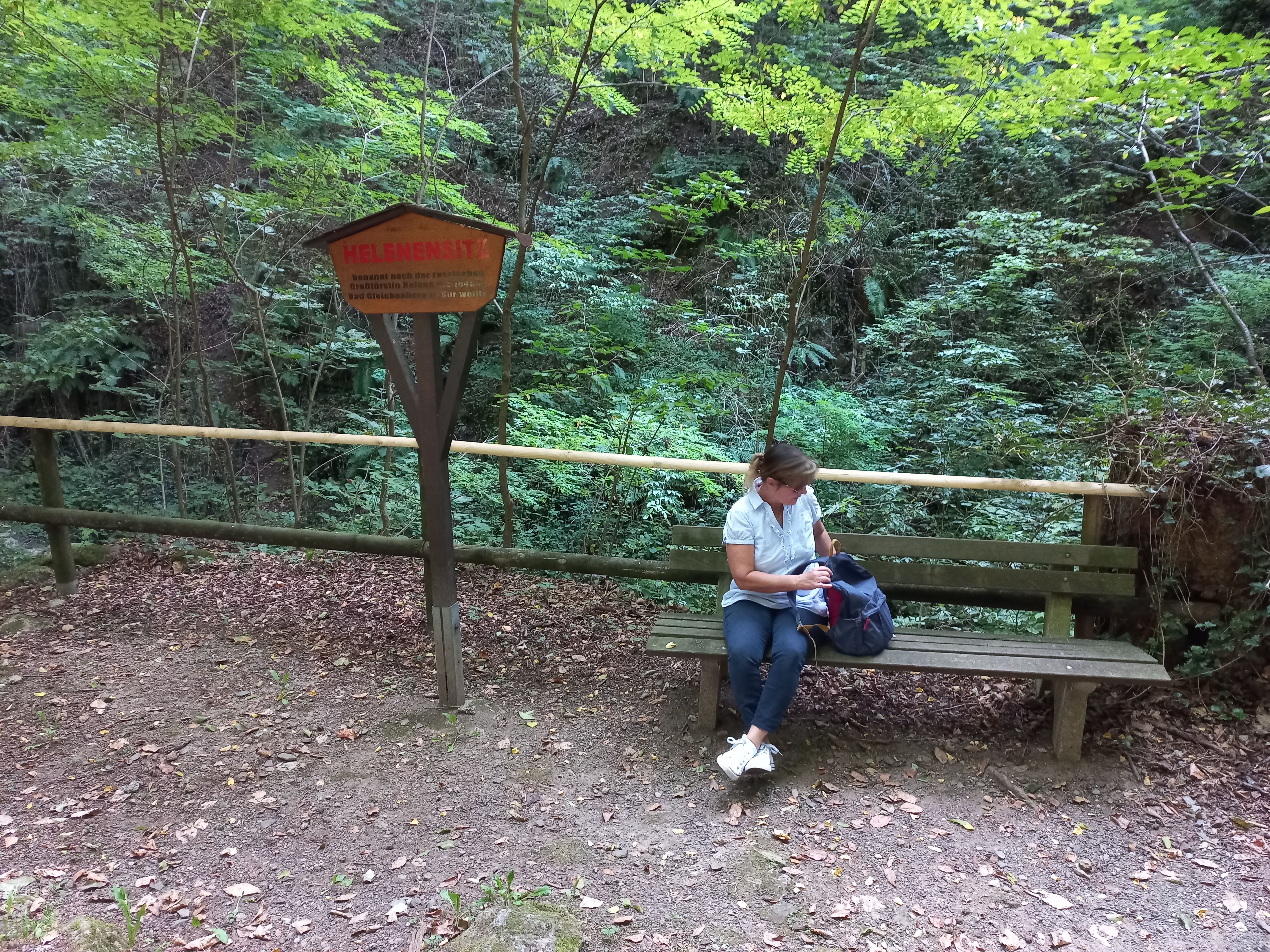
Helenensitz (2021)

Die Gleichenberger Schlucht ist eine Schlucht in der Gemeinde Bad Gleichenberg in der Südoststeiermark in Österreich. Sie wird vom Eichgraben durchflossen.

## Lage und Ausdehnung
Der untere Zugang zur Schlucht beginnt beim Curmuseum auf etwa 280 m ü. A.  Die Schlucht ist etwa 500 Meter lang und es sind etwa 28 Höhenmeter zum oberen Ende der Schlucht. Der Eichgraben hat in diesem Bereich ein durchschnittliches Gefälle von 5,6 % (3,21°). Die Schlucht endet oben beim Schlössl Hotel Kindl auf etwa 308 m ü. A. 

## Begehung
Die Schlucht kann relativ mühelos in beide Richtungen mit wenig Anforderungen an die Kondition und ohne besondere Ausrüstung begangen werden. Der Weg mit einer Länge von etwa 420 Meter durch die Schlucht, der fast gänzlich parallel zum Eichgraben verläuft und diesen einmal quert, führt durch Wald. Der Weg beginnt auf etwa 280 m ü. A. und mündet bergwärts in die Bernreitherstraße bei Haus Nr. 34 (Schlössl Hotel Kindl) auf etwa 318 m ü. A.  Der Weg führt weiter aufwärts zum Ortsteil Parapluie und zur Albrechtswarte (Aussichtswarte Parapluie).
Am unteren Ende der Schlucht befindet sich der sogenannte Helenensitz. Dieser ist benannt nach der russischen Großfürstin Helena Pawlowna, die mit ihrer Tochter Katharina Michailowna Romanowa, der Nichte der Zaren Alexander I. und Nikolaus I., 1847 (nach anderer Angabe 1846) in Bad Gleichenberg zur Kur weilte und hier gerne diese Sitzgelegenheit benützt haben soll. Während dieser Zeit wurden sie auch von Ferdinand Georg Waldmüller für fünf Wochen im Malen unterrichtet.